# Le soleil se lève en retard
Pour plus de détails, voir Fiche technique et Distribution.
Le soleil se lève en retard est un film québécois réalisé par André Brassard, sorti le 11 février 1977.

## Synopsis
Gisèle, secrétaire et célibataire, mène une vie bien ordinaire et sans joie entre un père tranquille, une mère inquiète et des collègues de bureau sarcastiques. Elle vit encore avec ses deux parents, ainsi qu'avec sa sœur Danielle et son frère Coco. Il y a dix ans, elle s'est séparée d'avec Yvon, son seul vrai amour. Elle décide un jour de consulter une agence matrimoniale pour trouver l'âme sœur. Elle rencontre alors Jean avec qui elle se marie quelques mois plus tard. Pendant ce temps, Marguerite, l'autre sœur de Gisèle, vit un drame horrible.

## Fiche technique
- Titre : Le soleil se lève en retard
- Réalisateur : André Brassard
- Scénario : André Brassard et Michel Tremblay
- Musique: Beau Dommage
- Pays d'origine :  Canada
- Genre : Film dramatique
- Durée : 111 minutes
- Date de sortie : 11 février 1977 au  Canada

## Distribution
- Rita Lafontaine : Gisèle Lapointe
- Yvon Deschamps : Jean Cusson

et, par ordre alphabétique :
- Paule Baillargeon : Ginette
- Normand Chouinard : Réal
- Anne-Marie Ducharme : Une tante
- Louisette Dussault : La serveuse au restaurant
- Muriel Dutil : Une passante
- Denise Filiatrault : Marguerite Lapointe-Beaulieu, la sœur de Gisèle
- Edgar Fruitier : Monsieur de Carufel, le patron de l'agence de rencontres
- Ève Gagnier : Une tante
- Claude Gai : Jacques Lapointe dit "Coco", le frère de Gisèle
- Réjean Guénette : Robert Dion, l'ami de Danielle
- Sylvie Heppel : Madame de Carufel, la femme du patron de l'agence de rencontres
- Josée Labossière : Mariette
- Mirielle Lachance : Louisette
- Claude Maher : Bernard Turgeon
- Jean Mathieu : Joseph Lapointe, le père de Gisèle
- Denise Morelle : Colette
- Huguette Oligny : Marie Lapointe, la mère de Gisèle
- Christine Olivier : Paulette
- Danièle Panneton : Danielle Lapointe, la sœur de Gisèle
- Jean-Louis Paris : Oncle William
- Juliette Pétrie : Tante Germaine
- Gilles Renaud : Yvon Thériault
- Mireille Rochon : L'étudiante dans le métro
- Andrée St-Laurent : Charlotte, la secrétaire de l'agence de rencontres
- François Tassé : Claude Beaulieu, le mari de Marguerite
- Carmen Tremblay : Tante Jeannine

## Autour du film
Le soleil se lève en retard est le deuxième et dernier long-métrage que réalise l'homme de théâtre André Brassard.
Brassard s'est fait connaitre vers la fin des années 1960 en dirigeant la créations de plusieurs œuvres théâtrales du dramaturge Michel Tremblay.  Son premier film, Il était une fois dans l'Est, sorti en 1974, amalgamait plusieurs pièces préexistantes de Tremblay, dont Hosanna et Les Belles-sœurs.  À l'inverse, Le Soleil se lève en retard, également écrit par Tremblay,  présente un scénario original.
Outre Rita Lafontaine et Denise Filiatrault, deux actrices travaillant régulièrement avec le duo Brassard / Tremblay, le film met en vedette l'humoriste Yvon Deschamps, qui tient ici l'un des rares rôles dramatiques de sa carrière.

## Accueil critique
Le film sort en février 1977 et la critique de l'époque lui réserve un accueil plutôt sympathique.  Claude Daignault, dans Le Soleil de Québec, parle du « scénario éloquent de Michel Tremblay » et voit dans le film « une histoire d'amour émouvante qui ne tombe jamais dans la mièvrerie, mais vit d'humour ».  
Pour Luc Perreault, de La Presse, Tremblay et Brassard « ont mis pour une fois leur pessimisme au rancart, optant carrément pour une vision réconfortante ».  De plus, « Brassard démontre une habileté évidente à diriger ses comédiens, même ceux qui tiennent des rôles secondaires ».  
De son côté, André Leroux, du Devoir, est plus réservé.  Il mentionne que le film « se regarde sans trop de déplaisir et sans trop d'ennui », mais aussi qu'il « donne l’impression d'effleurer les réalités observées, de ne jamais dépasser les apparences les plus évidentes ».